# 최일룡
최일룡(미상 ~ )은 조선민주주의인민공화국의 정치인이다. 전 내각 경공업상 겸 조선로동당 중앙위원회 후보위원이다.

## 경력
내각 경공업성 국장을 거쳐 2008년 경공업성 부상에 올랐다. 2015년 2월 이후 안정수 후임으로 경공업상을 맡고 있다. 2016년 5월, 조선로동당 제7차 대회에서 조선로동당 중앙위원회 후보위원에 임명되었다.